# Prehistorik Man
Prehistorik Man é um jogo eletrônico que foi lançado para Super Nintendo pela desenvolvedora Titus Software em janeiro de 1996.
O jogo conta a história de um homem das cavernas, Sam, que deve sair em busca de ossos e comida que foram roubados por dinossauros, como prêmio ele irá receber a filha do chefe da tribo como namorada.
O ambiente do jogo se passa em florestas, cavernas, árvores, icebergs e até em um vulcão.
O jogo é uma espécie de continuação de outros dois jogos com os títulos de Prehistorik e Prehistorik 2 lançados para computador em 1991 e 1993 respectivamente.